# Back on Top
Albums de Van Morrison
The Healing Game
(1997) The Skiffle Sessions - Live In Belfast 1998
(2000)
Back on Top est le vingt-sixième album studio de Van Morrison, sorti en 1999.

## Liste des chansons
| No  | Titre                             | Durée |
| --- | --------------------------------- | ----- |
| 1.  | Goin' Down Geneva                 | 4:24  |
| 2.  | Philosophers Stone                | 6:05  |
| 3.  | In The Midnight                   | 5:07  |
| 4.  | Back on Top                       | 4:23  |
| 5.  | When the Leaves Come Falling Down | 5:39  |
| 6.  | High Summer                       | 5:12  |
| 7.  | Reminds Me of You                 | 5:39  |
| 8.  | New Biography                     | 5:23  |
| 9.  | Precious Time                     | 3:45  |
| 10. | Golden Autumn Day                 | 6:31  |

## Musiciens
- Van Morrison : chant, guitare, harmonica
- Mick Green : guitares
- Pee Wee Ellis : saxophones, chœurs
- Matt Holland : trompette
- Geraint Watkins : piano, orgue Hammond
- Fiachra Trench : piano
- Ian Jennings : contrebasse
- Liam Bradley : batterie, percussions, chœurs
- Bobby Irwin : batterie
- Brian Kennedy : chœurs
- Irish Film Orchestra : cordes